# コラール・ド・ラン

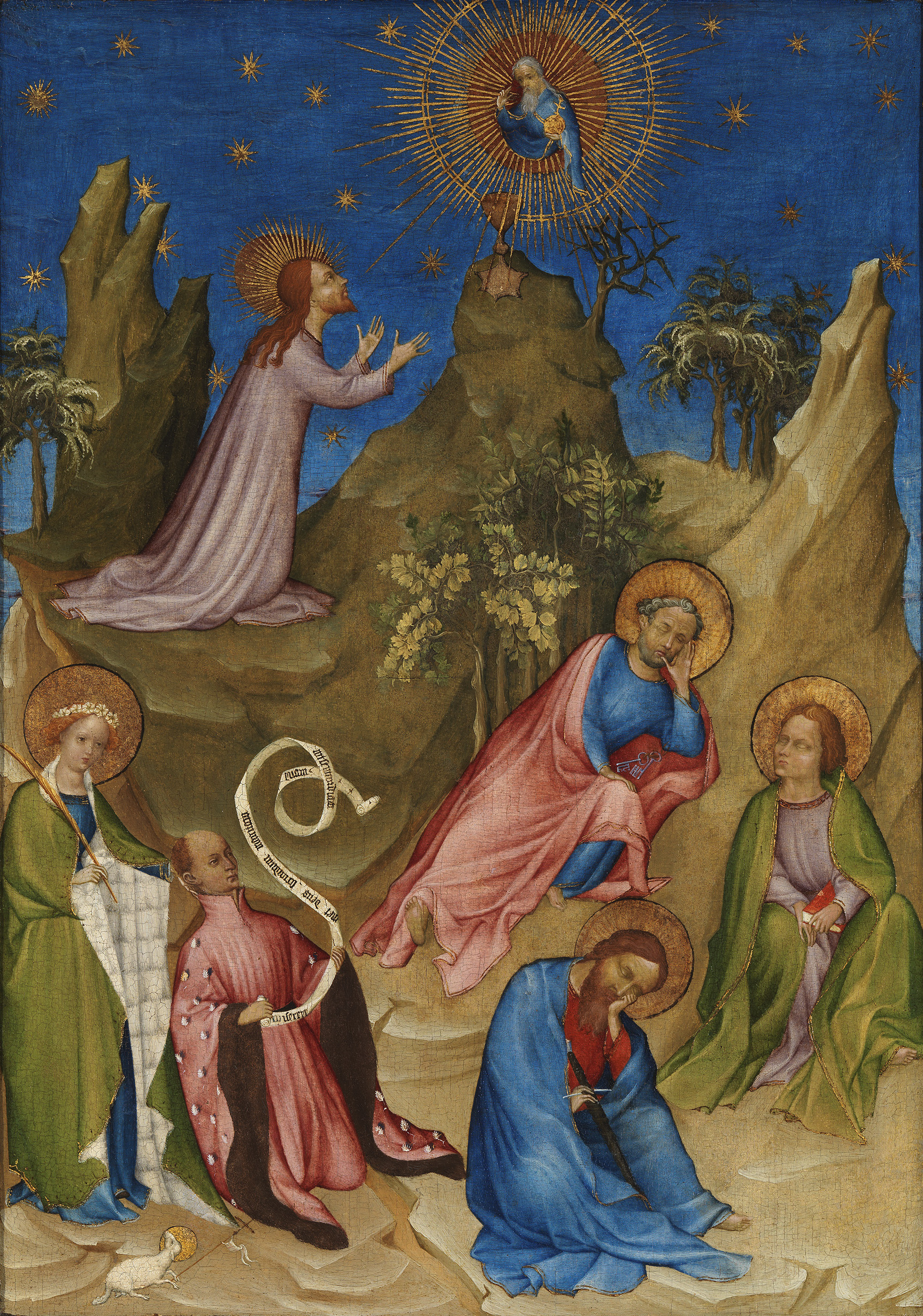
コラール・ド・ランに帰属『寄進者オルレアン公ルイ1世のいるゲツセマネの祈り』、プラド美術館 (マドリード)

コラール・ド・ラン (Colart de Laon, 活動期1377–1411年、1417年5月27日以前に没) は国際ゴシック様式で絵画を制作したフランスの画家である。
コラール・ド・ランは、1377年にフィリップ2世 (ブルゴーニュ公) のために仕事をしていたと最初に記録されており、後の1391年からルイ1世 (オルレアン公) の侍従となり、さらに後には少なくとも1411年までルイの息子シャルル (オルレアン公) の侍従となった。確実にコラール・ド・ランに帰属される現存作品はまったくないものの、何点かの板絵がおそらく彼が制作したものと見なされている。当時の文献に記されている作品の中には、1395年にフィリップ2世のために制作され、シャルトル大聖堂に掛けれた数々の大作、1396年にルイ1世のためにパリの教会用に制作された『聖ヨハネと三位一体』、1397年に女王イザボー・ド・バヴィエールのための聖遺物箱、ルートヴィヒ1世 (フランク王) とトゥールーズのルイを表す板絵が含まれる。1406年に、コラール・ド・ランはフランス議会のために大きな板絵を手掛けていた。
この時期の宮廷画家には典型的なことであるが、コラール・ド・ランの活動は板絵の制作に限定されたものではなく、祭典用の装飾、タペストリーのための下絵の創作者としても言及されている。
マドリードのプラド美術館は、2012年に三連祭壇画の中央パネルであったと思われる『寄進者オルレアン公ルイ1世のいるゲツセマネの祈り』を購入した。この作品は、当時のルイ1世を描いていることで知られる唯一の作品である。
三連祭壇画の右翼パネルである『受胎告知』 (ラン美術館) は「ピエール・ド・ヴィッサン (Pierre de Wissant) の祭壇画の画家」に帰属されているが、コラール・ド・ランのもう1つの作品である可能性がある。

## ギャラリー

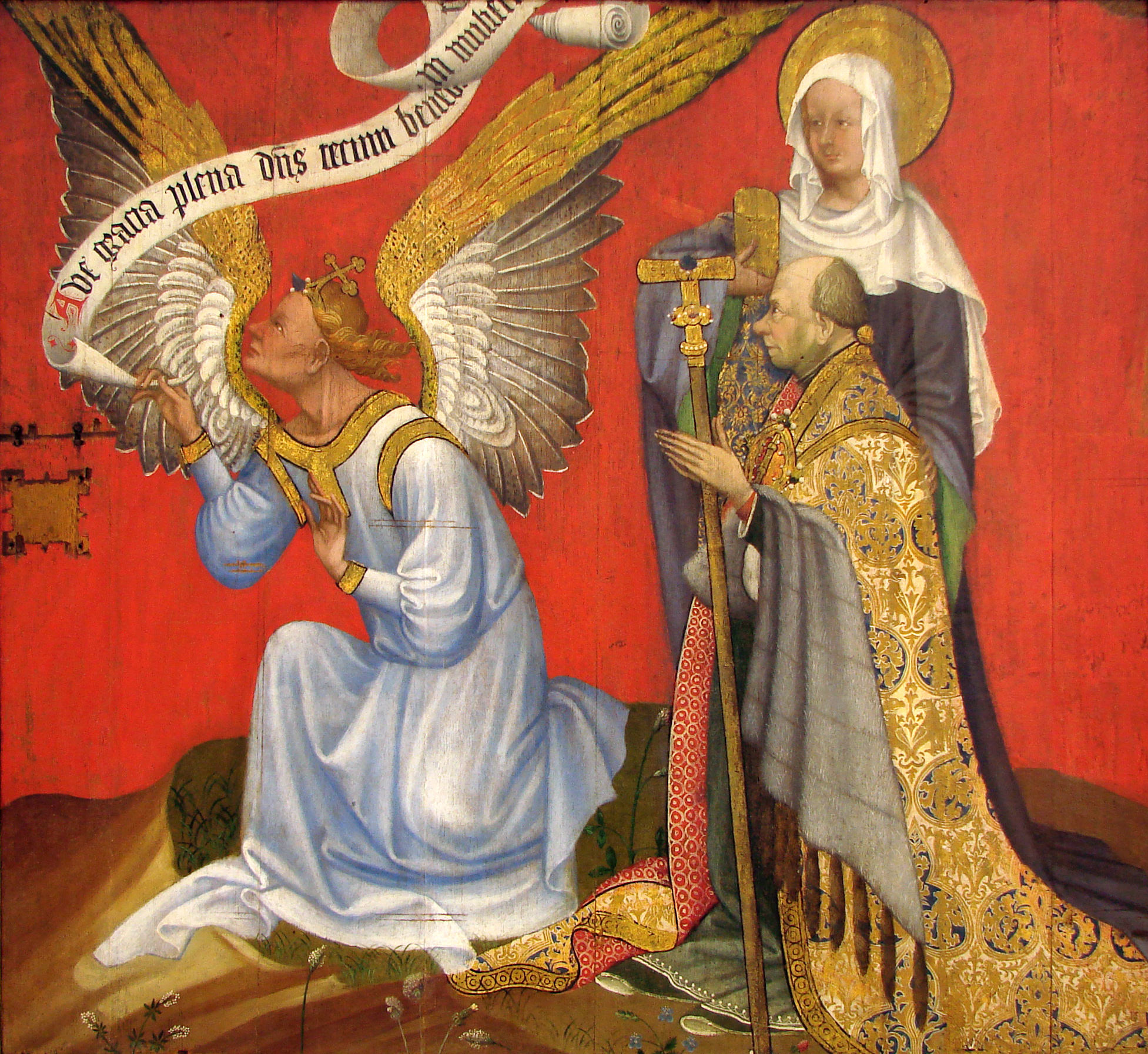
ピエール・ド・ヴィッサン (Pierre de Wissant) の祭壇画の画家『受胎告知』
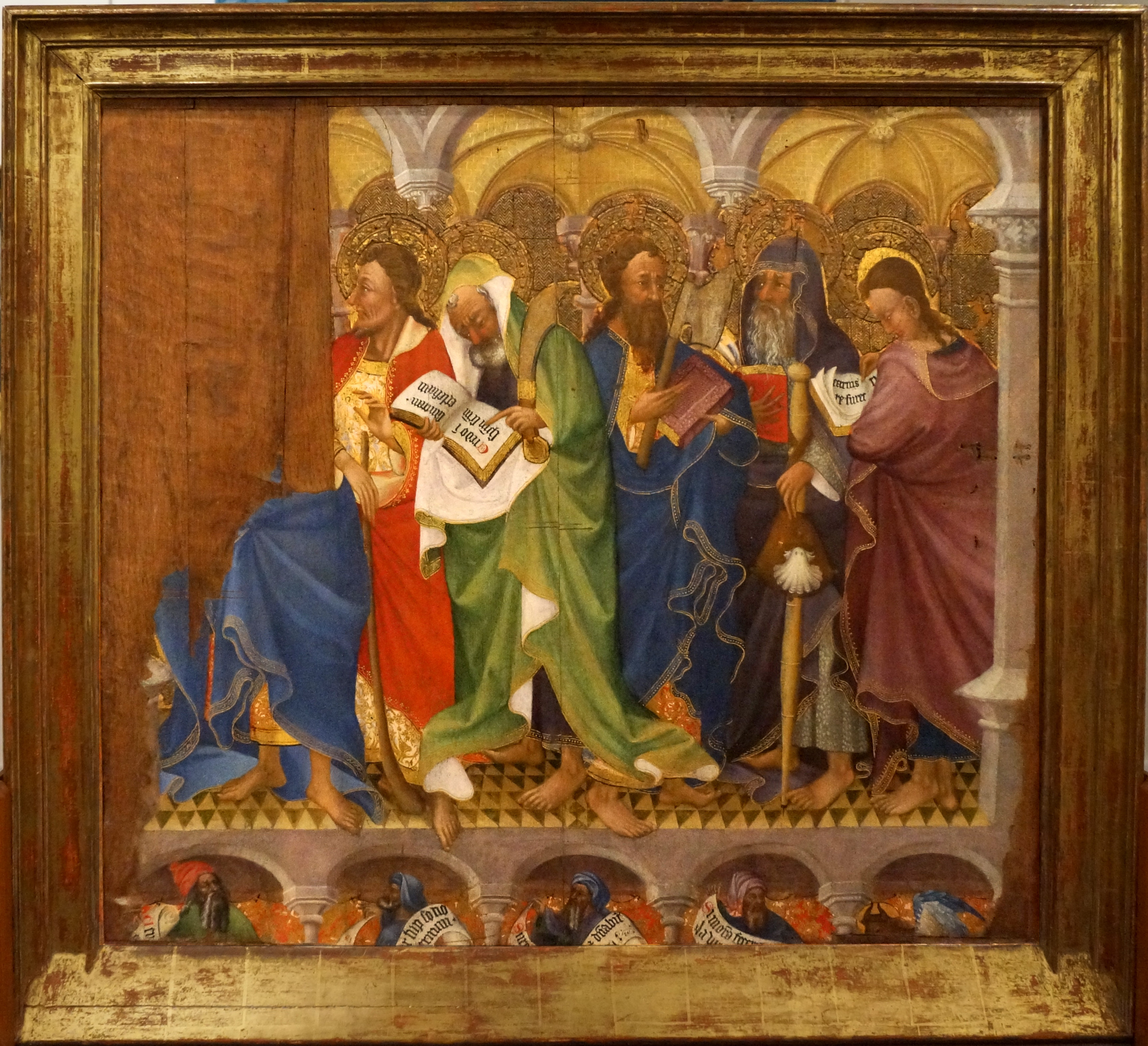
『受胎告知』の裏側